# 1955-ös magyar női röplabdabajnokság
Az 1955-ös magyar női röplabdabajnokság a tizedik magyar női röplabdabajnokság volt. A csapatok területi (budapesti és megyei) bajnokságokban játszottak, a győztesek (Budapestről és egyes megyékből több helyezett is) az országos középdöntőben, majd az országos döntőben küzdöttek tovább a végső helyezésekért. Budapesten tizenkét csapat indult el, a csapatok két kört játszottak. Az országos fordulókban már csak egy kör volt.
A Lokomotív, Postás és Előre egyesületek Törekvés, a Petőfi, Fáklya és Lendület egyesületek Bástya néven egyesültek.

## Országos döntő
| #  | Csapat                         | M | Gy | V | Sz+ | Sz- | P |
| -- | ------------------------------ | - | -- | - | --- | --- | - |
| 1. | Bp. Bástya Pénzügyminisztérium | 3 | 3  | 0 | 9   | 4   | 6 |
| 2. | Vasas Turbó                    | 3 | 1  | 2 | 7   | 7   | 2 |
| 3. | VM Háztartási Bolt             | 3 | 1  | 2 | 6   | 8   | 2 |
| 4. | Bp. Bástya VTSK                | 3 | 1  | 2 | 4   | 7   | 2 |

* M: Mérkőzés Gy: Győzelem V: Vereség Sz+: Nyert szett Sz-: Vesztett szett P: Pont

## Országos középdöntő
- Budapest: 1. Vasas Turbó 6, 2. Diósgyőri Vasas 4, 3. Békéscsabai Törekvés 2, 4. Soproni Traktor 0 pont, Tiszakécske FSK visszalépett
- Győr: 1. Bp. Bástya VTSK 8, 2. Miskolci Törekvés 6, 3. Nyíregyházi Építők 4, 4. Szombathelyi Törekvés 2, 5. Pécsi Haladás 0 pont

## Budapesti csoport
| #   | Csapat                         | M  | Gy | V  | Sz+ | Sz- | P  |
| --- | ------------------------------ | -- | -- | -- | --- | --- | -- |
| 1.  | VM Háztartási Bolt             | 22 | 18 | 4  | 59  | 22  | 36 |
| 2.  | Bp. Bástya Pénzügyminisztérium | 22 | 18 | 4  | 57  | 26  | 36 |
| 3.  | Bp. Bástya VTSK                | 22 | 17 | 5  | 57  | 27  | 34 |
| 4.  | Vasas Turbó                    | 22 | 14 | 8  | 55  | 37  | 28 |
| 5.  | Bp. Dózsa                      | 22 | 14 | 8  | 50  | 40  | 28 |
| 6.  | Bp. Vasas                      | 22 | 13 | 9  | 49  | 41  | 26 |
| 7.  | Kinizsi Sörgyár                | 22 | 13 | 9  | 48  | 43  | 26 |
| 8.  | Bp. Haladás                    | 22 | 10 | 12 | 43  | 43  | 20 |
| 9.  | Bp. Törekvés                   | 22 | 6  | 16 | 33  | 51  | 12 |
| 10. | Testnevelési Főiskola Haladás  | 22 | 5  | 17 | 28  | 57  | 10 |
| 11. | Bp. Vörös Lobogó               | 22 | 4  | 18 | 23  | 57  | 8  |
| 12. | Bp. Építők                     | 22 | 0  | 22 | 5   | 63  | 0  |

* M: Mérkőzés Gy: Győzelem V: Vereség Sz+: Nyert szett Sz-: Vesztett szett P: Pont